# Canapè (gastronomia)
Un canapè (dal francese canapé e dal latino medievale canapeum, alterazione del class. conopēum, conopeo) è un piccolo antipasto poggiato o spalmato su fettine di pane senza crosta che solitamente vengono prima spalmate di burro ed anche preventivamente grigliate. È solitamente preparato con cura e di aspetto molto decorativo, separato in fette e mangiabile spesso in un solo morso.
I canapè si preparano su fette di pane bianco da tramezzini, su pane tostato, su gallette, in barchette di pasta sfoglia o frolla e su qualsiasi supporto che sia adatto a essere presentato disteso su un piatto e ritagliato in forme piacevoli, come stelle, cerchi o fiori. Talvolta il supporto del canapè può anche venire fritto o ricavato da impasti di polenta o patate scavate: sebbene esistano ricette tradizionali di canapè, infatti, queste sono preparazioni dove la fantasia nell'accostamento è più che benvenuta.
Sopra il supporto si poggiano gli ingredienti scelti, come salse, affettati, carne, formaggio, pesce, caviale o pâté, nonché altri condimenti combinati con fantasia.
Possono essere salati o dolci e sono presentati su vassoi. Il loro impiego principale è nei buffet.